# Abu Bakr Dżad al-Maula
Abu Bakr as-Sajjid Dżad al-Maula (arab. ابو بكر السيد جاد المولى) – egipski zapaśnik walczący w stylu wolnym. Brązowy medalista mistrzostw Afryki w 2019. Wicemistrz Afryki juniorów w 2019 roku.